# La rosa bianca (film 1988)
La rosa bianca è un film drammatico del 1988, scritto e diretto da Francesca Romana Leonardi, presentato in concorso alla Mostra internazionale del film d'autore di Sanremo.